# Saba Sasonow
Saba Andrejewitsch Sasonow (russisch Саба Андреевич Сазонов, wiss. Transliteration Saba Andreevič Sazonov; * 1. Februar 2002 in Sankt Petersburg) ist ein georgisch-russischer Fußballspieler.

## Karriere

### Verein
Sasonow begann seine Karriere bei Zenit St. Petersburg. Im August 2019 spielte er erstmals für die zweite Mannschaft Zenits in der drittklassigen Perwenstwo PFL. In der Saison 2019/20 kam er bis zum COVID-bedingten Saisonabbruch insgesamt zu sechs Drittligaeinsätzen. Im Februar 2021 stand er im Cup gegen Arsenal Tula erstmals im Profikader der Petersburger. Sein Debüt für die Profis in der Premjer-Liga gab er im Mai 2021, als er am 30. Spieltag der Saison 2020/21 gegen den FK Tambow in der 76. Minute für Magomed Osdojew eingewechselt wurde. Dies blieb sein einziger Profieinsatz für Zenit, zudem kam er in jener Spielzeit zu 18 Drittligaeinsätzen für Zenit-2.
Zur Saison 2021/22 wechselte Sasonow innerhalb der Premjer-Liga zum FK Dynamo Moskau. In Moskau spielte er allerdings zunächst für die drittklassige Reserve. In der Saison 2021/22 kam er zu sechs Einsätzen für die Profis im Oberhaus, für die Reserve absolvierte er neun Partien. In der Saison 2022/23 gelang ihm der Durchbruch in der Premjer-Liga, insgesamt kam er zu 24 Einsätzen.
Nach weiteren vier Einsätzen zu Beginn der Saison 2023/24 wechselte Sasonow im August 2023 nach Italien zum FC Turin. Im Sommer 2024 wurde Sasonow für die Saison 2024/25 an den FC Empoli ausgeliehen, zog sich jedoch kurz darauf eine Verletzung zu, mit der er bis zum Saisonende ausfiel.

### Nationalmannschaft
Sasonow spielte im September 2022 erstmals für die georgische U21-Auswahl. Im November 2022 debütierte er in einem Testspiel gegen Marokko im A-Nationalteam. Mit der U21 nahm er im Sommer 2023 an der U21-Europameisterschaft teil und bestritt dort bis zum Ausscheiden der Mannschaft im Viertelfinale gegen Israel alle vier Turnierspiele. Zwei Jahre später nahm er 2025 erneut an der U21-EM teil und kam dort bis zum Vorrundenaus der Mannschaft in zwei von drei Gruppenspielen zum Einsatz.

## Persönliches
Sasonow wurde als Sohn einer Georgierin aus Samtredia und eines Russen aus Sankt Petersburg in Sankt Petersburg geboren. In seiner Kindheit lebte er auch kurzzeitig in Georgien.